# Kerstin Celina

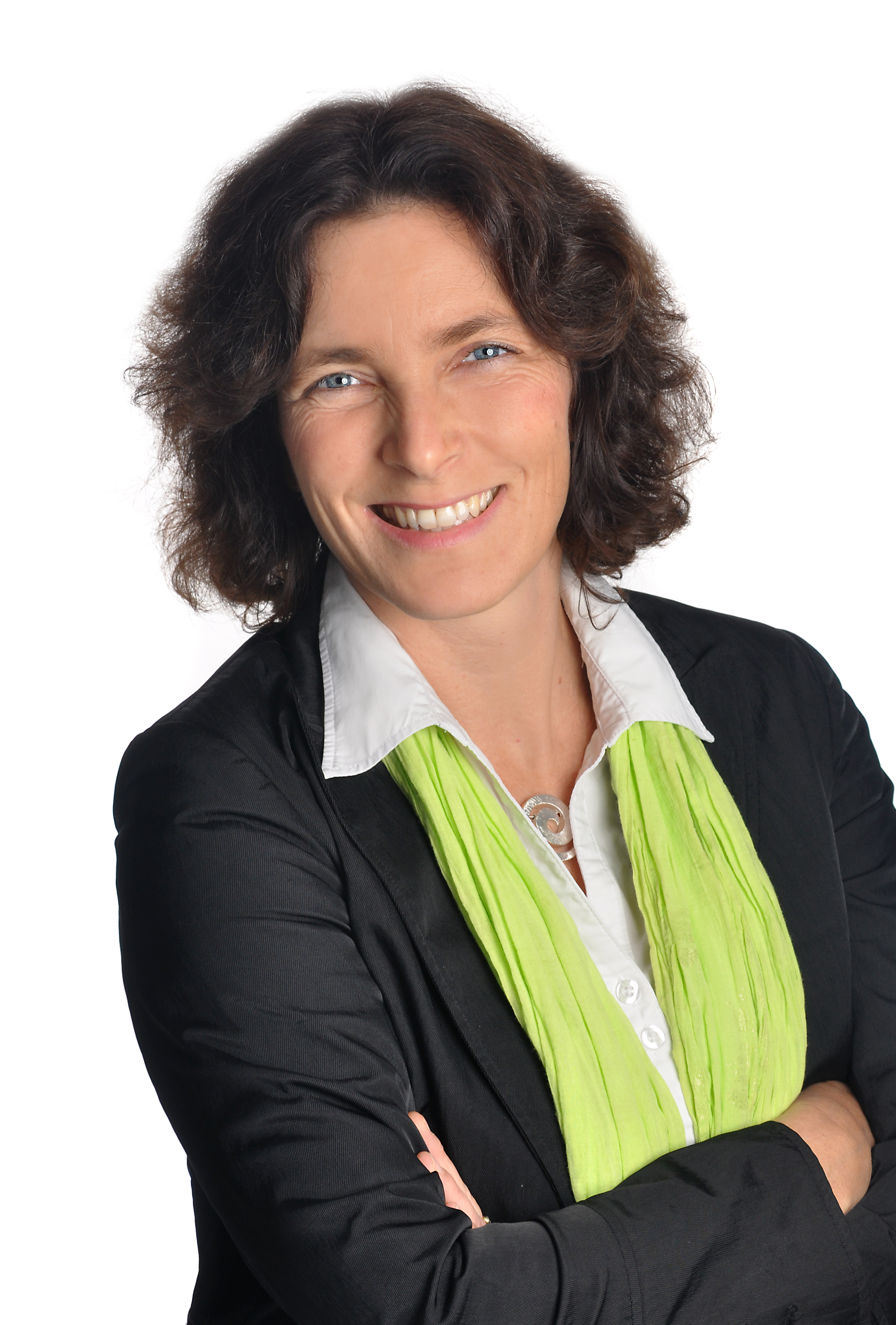
Kerstin Celina (2014)

Kerstin Celina (* 29. Mai 1968 in Würzburg) ist eine deutsche Politikerin (Bündnis 90/Die Grünen) und Personalberaterin. Sie gehört seit der Landtagswahl in Bayern 2013 dem Bayerischen Landtag an, wo sie innerhalb ihrer Fraktion Sprecherin für Sozialpolitik, Inklusion und psychische Gesundheit ist.

## Werdegang
Nach ihrer Grundschulzeit besuchte sie das Deutschhaus-Gymnasium in Würzburg, wo sie 1987 ihr Abitur ablegte. Anschließend studierte sie Volkswirtschaftslehre an der Julius-Maximilians-Universität in Würzburg und bekam 1990/91 ein Vollstipendium für ein Auslandsstudienjahr am Davidson College in North Carolina. Im Zuge eines parallelen, viersemestrigen Zusatzstudiums erwarb sie die Sprachzertifikate „Russicum“ und „Hispanicum“. 1993 schloss sie ihr Studium als Diplom-Volkswirtin ab.
Ihre berufliche Laufbahn begann sie als Regierungsreferendarin und Regierungsrätin bei der Senatsverwaltung des Landes Berlin. Es folgte ein Wechsel zur Bundesagentur für Arbeit, wo Celina als Leiterin der Abteilung Verwaltung der Agentur für Arbeit in Brühl (Nordrhein-Westfalen) sowie nach ihrer Erziehungszeit als Personalberaterin in Teilzeit bei der Agentur für Arbeit in Würzburg tätig war.
Celina ist seit 1995 Mitglied bei Bündnis 90/Die Grünen. Seit 2002 ist sie Mitglied im Kreistag des Landkreises Würzburg und seit 2008 Gemeinderätin in Kürnach.
Bei der bayerischen Landtagswahl im Jahr 2013 kandidierte sie im Stimmkreis Würzburg-Land und zog über das Listenmandat im Wahlkreis Unterfranken in den Bayerischen Landtag ein, ebenso bei den folgenden Landtagswahlen 2018 und 2023.
Von 2013 bis 2023 war Celina Mitglied im Ausschuss für Gesundheit und Pflege sowie im Ausschuss für Arbeit und Soziales, Jugend und Familie. Seit 2023 ist sie Mitglied des Ausschusses für Staatshaushalt und Finanzfragen. Sie ist in ihrer Fraktion Sprecherin für Soziales. Außerdem war sie im Rahmen ihrer Abgeordnetentätigkeit von 2018 bis 2023 Anstaltsbeirätin in den Justizvollzugsanstalten Würzburg und Aschaffenburg.
Darüber hinaus engagiert sie sich ehrenamtlich als First-Responder sowie Feuerwehrfrau bei der Freiwilligen Feuerwehr Kürnach, als beratendes Mitglied im Diözesenfamilienrat der Diözese Würzburg, als beratendes Mitglied im Landesvorstand von InVia, im Fachbeirat des Landesverbands Bayern der Angehörigen psychisch erkrankter Menschen (ApK e. V. Bayern), im Stiftungsrat der Sudetendeutsche Stiftung, im Kuratorium Stiftung Obdachlosenhilfe Bayern, im Beirat der Christophorus Gesellschaft Würzburg und der Caritas Schulen Würzburg. Sie war acht Jahre lang als Schöffin tätig.

## Politische Positionen
Kerstin Celina positioniert sich für die Einführung eines Bayerischen Gehörlosengelds, für die Entkriminalisierung von Schwangerschaftsabbrüchen und eine Reform des Psychisch-Krankenhilfegesetzes. Außerdem gehört sie zu den Kritikern der Bundesstraße 26n.

## Privates
Kerstin Celina ist evangelisch-lutherisch, verheiratet und Mutter zweier Töchter. Sie lebt in Kürnach.